# 9 luglio
Il 9 luglio è il 190º giorno del calendario gregoriano (il 191º negli anni bisestili). Mancano 175 giorni alla fine dell'anno.

## Eventi
- 118 – Il neoeletto imperatore Adriano entra trionfalmente a Roma[1];
- 455 – Il comandante militare romano Avito viene proclamato imperatore dell'Impero romano d'Occidente;
- 1357 – Carlo IV di Lussemburgo assiste alla posa della prima pietra del Ponte Carlo a Praga;
- 1540 – Enrico VIII d'Inghilterra annulla il suo matrimonio con la quarta moglie, Anna di Clèves;
- 1749 – L'insediamento navale di Halifax viene fondato come risposta britannica a Louisbourg;
- 1755 – Spedizione Braddock: truppe britanniche e miliziani delle colonie cadono in un'imboscata e soffrono una sconfitta devastante da parte delle forze francesi e dei nativi americani; durante la battaglia, il generale britannico Edward Braddock viene ferito mortalmente, mentre il colonnello George Washington sopravvivrà;
- 1762 – Caterina la Grande diviene imperatrice di Russia dopo il colpo di stato contro suo marito Pietro III;
- 1763 – Inizia il viaggio in Europa della famiglia Mozart, durante il quale si esibiranno i due bambini prodigio Maria Anna e Wolfgang Amadeus;
- 1789 – A Versailles, l'Assemblea nazionale costituente viene formata dall'Assemblea nazionale francese e inizia a stilare la Costituzione francese;
- 1790 – Guerra russo-svedese, seconda battaglia di Svensksund: nel Mar Baltico, la marina svedese cattura un terzo delle navi della flotta russa;
- 1793 – L'atto contro la schiavitù passa nell'Alto Canada e l'importazione di schiavi dal Basso Canada viene proibita;
- 1807 – Napoleone Bonaparte e il re Federico Guglielmo III si incontrano a Tilsit, località da cui prese nome il trattato di pace tra Prussia e Francia;
- 1815 – Charles Maurice de Talleyrand-Périgord diventa primo ministro di Francia;
- 1816 – L'Argentina dichiara l'indipendenza dalla Spagna;
- 1850 – Il presidente statunitense Zachary Taylor muore e Millard Fillmore diventa il 13º presidente degli Stati Uniti;
- 1900 – Vittoria del Regno Unito concede l'assenso reale all'atto che crea il Commonwealth di Australia, unendo così le diverse colonie del continente sotto un unico governo federale;
- 1901 – Nasce Barbara Cartland;
- 1922 – Johnny Weissmuller nuota i 100 metri stile libero in 58,6 secondi, infrangendo il record mondiale e la "barriera del minuto";
- 1932 – Svizzera: alla Conferenza di Losanna si stabilisce di condonare alla Germania i pagamenti dovuti per le riparazioni di guerra;
- 1933 – Nasce Oliver Sacks;
- 1940 – Scontro navale di Punta Stilo: la corazzata britannica HMS Warspite (03) colpisce la corazzata italiana Giulio Cesare; la flotta italiana si ritira, mentre la Regia Aeronautica attacca pesantemente le navi britanniche ottenendo però scarsi risultati;
- 1941 – A sostegno dell'Operazione Barbarossa, l'Italia invia in Unione Sovietica il CSIR;
- 1943 – Seconda guerra mondiale: iniziano le operazioni che porteranno il giorno successivo allo sbarco in Sicilia;
- 1944
  - Seconda guerra mondiale: truppe britanniche e canadesi occupano Caen;
  - Seconda guerra mondiale: gli americani prendono Saipan;
- 1948 – Vincenzo Cardarelli vince la seconda edizione del Premio Strega con il romanzo Villa Tarantola, pubblicato dalle Edizioni della Meridiana;
- 1955 – A Londra viene presentato il Manifesto Russell-Einstein sul disarmo nucleare scritto e firmato nei mesi precedenti dai due famosi scienziati Albert Einstein (morto nell'aprile di quell'anno) e Bertrand Russell;
- 1958 – Nella Baia di Lituya, Alaska, si abbatte la più alta onda anomala mai documentata: 524 m;
- 1968 – Inaugurazione ufficiale della Hayward Gallery sul South Bank di Londra;
- 1978 – Dopo l'elezione del giorno precedente, Sandro Pertini presta giuramento come settimo presidente della Repubblica Italiana;
- 1993 – Il ministero degli interni inglese dichiara ufficialmente che le ossa ritrovate nella fossa di Ekaterinburg sono appartenute allo zar Nicola II di Russia ed alla zarina Alessandra d'Assia, della famiglia dei Romanov, fucilati nel 1918;
- 1997 – La licenza di pugile di Mike Tyson viene sospesa per almeno un anno ed egli viene multato per 3 milioni di dollari per aver morso via un pezzo di orecchio a Evander Holyfield durante un incontro di pugilato;
- 2001 – Cile: la Corte d'appello di Santiago del Cile stabilisce che Augusto Pinochet non è processabile temporaneamente per «moderata demenza»;
- 2002 – Viene fondata l'Unione africana a Durban;
- 2004
  - La commissione del Senato degli Stati Uniti sui servizi di intelligence, presieduta da Pat Roberts, annuncia i risultati della sua indagine: «Le informazioni fornite dalle agenzie di intelligence americane sulla presenza di armi di distruzione di massa in Iraq erano sbagliate», avendo sopravvalutato le prove a favore e ignorato quelle contrarie; la commissione inoltre assolve la Casa Bianca, in quanto le sue decisioni sono state viziate dai rapporti falsati;
  - L'Aia: il tribunale internazionale, con un solo voto contrario, quello degli USA, dichiara che il muro di contenimento di Israele è «contrario al diritto internazionale»; Ariel Sharon asserirà che l'attentato verificatosi la mattina del giorno successivo «è avallato dalla Corte Internazionale dell'Aia»;
- 2006 – A Berlino l'Italia batte la Francia per 6-4 dopo i calci di rigore nella finale dei mondiali di calcio di Germania 2006 (1-1 dopo i tempi supplementari); è il quarto titolo mondiale conquistato dagli azzurri, ventiquattro anni dopo il precedente a Spagna '82;
- 2008 – Si verifica l'opposizione di Giove;
- 2011 – Il Sudan del Sud diventa ufficialmente indipendente dal Sudan.

## Nati
Ci sono circa 1 110 voci su persone nate il 9 luglio; vedi la pagina Nati il 9 luglio per un elenco descrittivo o la categoria Nati il 9 luglio per un indice alfabetico.

## Morti
Ci sono circa 460 voci su persone morte il 9 luglio; vedi la pagina Morti il 9 luglio per un elenco descrittivo o la categoria Morti il 9 luglio per un indice alfabetico.

## Feste e ricorrenze

### Civili
Nazionali:
- Argentina – Festa dell'indipendenza
- Palau – Giorno della costituzione
- Sudan del Sud - Festa dell'indipendenza

### Religiose
Cristianesimo:
- Nostra Signora dell'Atonement
- Sant'Agostino Zhao Rong e 119 compagni martiri in Cina
- San Brizio, vescovo di Spoleto e di Martorana
- Sant'Eusanio, martire
- Sante Floriana e Faustina, martiri
- San Gioacchino He Kaizhi, martire
- San Giovanni da Colonia e compagni Martiri di Gorcum, presbiteri e religiosi, nei Paesi Bassi
- Santi Gregorio Maria Grassi, Elia Facchini, Francesco Fogolla e 23 compagni, martiri cinesi vittime dei Boxer
- Santa Paolina Visintainer (Amabile Visintainer), religiosa
- Santa Veronica Giuliani, vergine
- Beato Adriano Fortescue, cavaliere di Malta, terziario domenicano, martire
- Beato Domenico Serrano, cardinale
- Beato Hieronim Chojnacki, religioso cappuccino, martire
- Beata Giovanna Scopelli, vergine
- Beata Marija Petković (Maria di Gesù Crocifisso), religiosa, fondatrice delle Figlie della misericordia francescane
- Beate Melania Marianna Maddalena de Guilhermier e Marianna Margherita degli Angeli de Rocher, martiri orsoline di Orange

Bahá'í:
- Martirio del Báb

Religione romana antica e moderna:
- Ludi Apollinari, quinto giorno